# Loughglinn
Loughglinn (iriska: Loch Glinne) är en ort i republiken Irland.   Den ligger i grevskapet Roscommon och provinsen Connacht, i den norra delen av landet, 160 km väster om huvudstaden Dublin. Loughglinn ligger 81 meter över havet och antalet invånare är 204.
Terrängen runt Loughglinn är platt. Runt Loughglinn är det glesbefolkat, med 14 invånare per kvadratkilometer. Närmaste större samhälle är Castlerea, 6,4 km sydost om Loughglinn. Trakten runt Loughglinn består i huvudsak av gräsmarker.